# Hamlet (cratera)

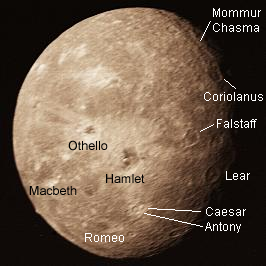
Imagem de Oberon pela Voyager 2, com as formações nomeadas indicadas. Hamlet é a grande cratera próxima do centro da imagem.

Hamlet é a maior cratera de impacto conhecida na superfície de Oberon, um dos cinco grandes satélites de Urano. Tem um diâmetro de 206 quilômetros e está localizada no hemisfério sul de Oberon, com centro na posição de latitude -46.1° e longitude 44.4°. Recebeu o nome do personagem do título de Hamlet, uma obra de William Shakespeare.
A cratera tem um fundo escuro e é cercada por um brilhante sistema de raios, que são depósitos de gelo ejetado durante o impacto principal. A natureza do material escuro não é conhecida; ele pode ser um depósito de erupções vulcânicas, análogo aos mares lunares, ou pode representar uma camada mais escura da crosta de Oberon que foi exposta pelo impacto de origem da cratera. Esta cratera foi descoberta e fotografada pela sonda Voyager 2, que sobrevoou o sistema uraniano em janeiro de 1986.